# ساحرة
الساحرة هي المرأة التي تمارس السحر والشعوذة.، ارتبطت اسم الساحرة في العالم الغربي منذ فترة طويلة بالرمزية السلبية، والقدرة على الطيران على عصا المكنسة، وحضورها في يوم السبت، وعمليات مطاردة الساحرات. على الرغم من الصعوبات في تحديد عدد ضحايا مطاردة السحرة من النساء، إلا أن التقديرات تشير إلى مائة وعشرة آلاف مطاردة للساحرات نتج عنها ستين ألف حكم بالإعدام، من نهاية العصور الوسطى إلى بداية العصر الحديث.